# Jakub Kamiński (piłkarz)
Jakub Kamiński (ur. 5 czerwca 2002 w Rudzie Śląskiej) – polski piłkarz, występujący na pozycji lewego napastnika w niemieckim klubie 1. FC Köln do którego jest wypożyczony z VfL Wolfsburg oraz w reprezentacji Polski. Uczestnik Mistrzostw Świata 2022.

## Kariera klubowa
Jako junior karierę zaczynał w Szombierkach Bytom, gdzie grał do 2015. Wtedy to trafił do Lecha Poznań i piął się po kolejnych klubowych szczeblach – od akademii, przez drużynę rezerw, a kończąc na pierwszym zespole. W Ekstraklasie zadebiutował 20 września 2019 w zremisowanym spotkaniu Lecha Poznań z Jagiellonią Białystok (1:1), gdzie grał przez cały mecz. Premierowe trafienie na najwyższym szczeblu rozgrywkowym w Polsce zdobył 6 czerwca 2020, gdy Lech Poznań zremisował z Zagłębiem Lubin 3:3. 16 września 2020 w meczu z Hammarby IF w ramach eliminacji do fazy grupowej Ligi Europy zdobył pierwszego gola na tym poziomie. 23 maja 2022 podczas Gali Ekstraklasy został nagrodzony statuetką w kategorii młodzieżowiec sezonu 2021/22. 
Stan na 22 maja 2022
| Klub               | Sezon              | Liga               | Liga  | Liga   | Liga   | Puchar kraju | Puchar kraju | Puchar kraju | Europa | Europa | Europa | Inne  | Inne   | Inne   | Suma  | Suma   | Suma   |
| Klub               | Sezon              | Liga               | Mecze | Bramki | Asysty | Mecze        | Bramki       | Asysty       | Mecze  | Bramki | Asysty | Mecze | Bramki | Asysty | Mecze | Bramki | Asysty |
| ------------------ | ------------------ | ------------------ | ----- | ------ | ------ | ------------ | ------------ | ------------ | ------ | ------ | ------ | ----- | ------ | ------ | ----- | ------ | ------ |
| Lech Poznań        | 2019/2020          | Ekstraklasa        | 24    | 4      | 5      | 4            | 0            | 0            | 0      | 0      | 0      | 0     | 0      | 0      | 28    | 4      | 5      |
| Lech Poznań        | 2020/2021          | Ekstraklasa        | 28    | 1      | 2      | 3            | 0            | 0            | 7      | 2      | 2      | 0     | 0      | 0      | 38    | 3      | 4      |
| Lech Poznań        | 2021/2022          | Ekstraklasa        | 33    | 9      | 8      | 3            | 0            | 0            | 0      | 0      | 0      | 0     | 0      | 0      | 36    | 9      | 8      |
| Lech Poznań        | Ogólnie            | Ogólnie            | 85    | 14     | 15     | 10           | 0            | 0            | 7      | 2      | 2      | 0     | 0      | 0      | 102   | 16     | 17     |
| Ogólnie w karierze | Ogólnie w karierze | Ogólnie w karierze | 85    | 14     | 15     | 10           | 0            | 0            | 7      | 2      | 2      | 0     | 0      | 0      | 102   | 16     | 17     |

## Kariera reprezentacyjna
Grał w Reprezentacji Polski U-16 oraz U-17. W Reprezentacji Polski U-19 zadebiutował 6 września 2019. Został powołany przez Jerzego Brzęczka do dorosłej reprezentacji Polski na towarzyski mecz z Ukrainą oraz na spotkania z Holandią i Włochami w Lidze Narodów w listopadzie 2020, jednak z powodu kontuzji musiał opuścić zgrupowanie. Obecnie występuje w Reprezentacji Polski U-21, w której zadebiutował 4 września 2020.

### Reprezentacyjne
(aktualne na 10 czerwca 2025)
| Reprezentacja | Rok  | Mecze | Bramki |
| ------------- | ---- | ----- | ------ |
| Polska        |      |       |        |
| 2021          | 1    | 0     |        |
| 2022          | 7    | 1     |        |
| 2023          | 6    | 0     |        |
| 2024          | 4    | 0     |        |
| 2025          | 4    | 0     |        |
| Suma          | Suma | 22    | 1      |

| Mecze i gole w reprezentacji | Mecze i gole w reprezentacji | Mecze i gole w reprezentacji | Mecze i gole w reprezentacji | Mecze i gole w reprezentacji | Mecze i gole w reprezentacji | Mecze i gole w reprezentacji |
| Lp.                          | Data                         | Miasto                       | Przeciwnik                   | Gol                          | Wynik                        | Rozgrywki                    |
| ---------------------------- | ---------------------------- | ---------------------------- | ---------------------------- | ---------------------------- | ---------------------------- | ---------------------------- |
| 1.                           | 05.09.2021                   | Serravalle                   | San Marino                   |                              | 7:1                          | el. MŚ 2022                  |
| 2.                           | 01.06.2022                   | Wrocław                      | Walia                        | Gol                          | 2:1                          | LN 2022/2023                 |
| 3.                           | 08.06.2022                   | Bruksela                     | Belgia                       |                              | 1:6                          | LN 2022/2023                 |
| 4.                           | 16.11.2022                   | Warszawa                     | Chile                        |                              | 1:0                          | towarzyski                   |
| 5.                           | 22.11.2022                   | Doha                         | Meksyk                       |                              | 0:0                          | MŚ 2022                      |
| 6.                           | 26.11.2022                   | Ar-Rajjan                    | Arabia Saudyjska             |                              | 2:0                          | MŚ 2022                      |
| 7.                           | 30.11.2022                   | Doha                         | Argentyna                    |                              | 0:2                          | MŚ 2022                      |
| 8.                           | 04.12.2022                   | Doha                         | Francja                      |                              | 1:3                          | MŚ 2022                      |
| 9.                           | 27.03.2023                   | Warszawa                     | Albania                      |                              | 1:0                          | el. ME 2024                  |
| 10.                          | 16.06.2023                   | Warszawa                     | Niemcy                       |                              | 1:0                          | towarzyski                   |
| 11.                          | 20.06.2023                   | Kiszyniów                    | Mołdawia                     |                              | 2:3                          | el. ME 2024                  |
| 12.                          | 07.09.2023                   | Warszawa                     | Wyspy Owcze                  |                              | 2:0                          | el. ME 2024                  |
| 13.                          | 10.09.2023                   | Tirana                       | Albania                      |                              | 0:2                          | el. ME 2024                  |
| 14.                          | 15.10.2023                   | Warszawa                     | Mołdawia                     |                              | 1:1                          | el. ME 2024                  |
| 15.                          | 08.09.2024                   | Osijek                       | Chorwacja                    |                              | 0:1                          | LN 2024/2025                 |
| 16.                          | 15.10.2024                   | Warszawa                     | Chorwacja                    |                              | 3:3                          | LN 2024/2025                 |
| 17.                          | 15.11.2024                   | Porto                        | Portugalia                   |                              | 1:5                          | LN 2024/2025                 |
| 18.                          | 18.11.2024                   | Warszawa                     | Szkocja                      |                              | 1:2                          | LN 2024/2025                 |
| 19.                          | 21.03.2025                   | Warszawa                     | Litwa                        |                              | 1:0                          | el. MŚ 2026                  |
| 20.                          | 24.03.2025                   | Warszawa                     | Malta                        |                              | 2:0                          | el. MŚ 2026                  |
| 21.                          | 06.06.2025                   | Chorzów                      | Mołdawia                     |                              | 2:0                          | towarzyski                   |
| 22.                          | 10.06.2025                   | Helsinki                     | Finlandia                    |                              | 1:2                          | el. MŚ 2026                  |

## Życie prywatne
Od dziecka uprawiał akrobatykę sportową, z którą związani byli również jego rodzice, jednak później zdecydował się pozostać przy piłce nożnej. W jednym z wywiadów przyznał, że szczególne miejsce w jego sercu zajmują dwa kluby piłkarskie – Górnik Zabrze (z racji chodzenia na jego mecze w dzieciństwie) oraz Lech Poznań (za dostrzeżenie jego umiejętności i danie mu szansy w profesjonalnej piłce).

## Sukcesy

### Lech Poznań
- Mistrzostwo Polski: 2021/2022
- Centralna Liga Juniorów: 2017/2018

### Indywidualne
- Ligowiec Roku w Plebiscycie Piłki Nożnej: 2021
- Młodzieżowiec sezonu podczas Gali Ekstraklasy: 2022